# Witalij Kołesniczenko
Witalij Witalijowycz Kołesniczenko, ukr. Віталій Віталійович Колесніченко, ros. Виталий Витальевич Колесниченко, Witalij Witaljewicz Kolesniczenko (ur. 10 czerwca 1973 w Odessie) – ukraiński piłkarz, grający na pozycji pomocnika, trener piłkarski.

## Kariera piłkarska

### Kariera klubowa
Wychowanek SDJuSzOR Czornomoreć Odessa. Pierwszy trener - Wałerij Melnyk. W 1989 rozpoczął karierę piłkarską w drużynie rezerwowej Czornomorcia Odessa, a od 1992 występował w drugiej drużynie Czornomorcia. W sierpniu 1994 przeszedł do SK Odessa. Jego grę zauważył trener Łeonid Buriak i już po czterech miesiącach 7 października 1994 Kołesniczenko debiutował w składzie Czornomorcia w Wyszczej Lidze. W odeskim klubie pełnił funkcje kapitana. Latem 2003 wyjechał do Kazachstanu, gdzie bronił barw Żetysu Tałdykorgan, po czym powrócił do Ukrainy, gdzie na początku 2004 został piłkarzem MFK Mikołajów. W sierpniu 2004 zakończył karierę piłkarską.

## Kariera trenerska
Po zakończeniu kariery piłkarskiej w 2004 wyjechał do Niemiec, gdzie łączył funkcje piłkarza i trenera w amatorskim zespole FC Gottfrieding.

## Sukcesy i odznaczenia

### Sukcesy klubowe
- wicemistrz Mistrzostw Ukrainy: 1995, 1996
- zdobywca Pucharu Ukrainy: 1994
- wicemistrz Perszej lihi Ukrainy: 1999, 2002

### Sukcesy indywidualne
- rekordzista klubu Czornomoreć Odessa w ilości rozegranych meczów w mistrzostwach Ukrainy: 223 mecze